# Copa Profesional de Microfútbol Femenina 2015 (Colombia)
La VI Copa Claro-DFS de Microfutbol 2015 fue la quinta edición de la Copa Profesional de Microfutbol Femenina, que comenzó a disputarse el 27 de junio. Ese año regresaron las Caimanas de Cundinamarca y participó un nuevo equipo, Llaneras de Casanare, ausentándose del torneo Piratas de Cúcuta y Camaritas FS de Yopal.

## Sistema de juego
La primera fase se jugó en 14 fechas bajo el sistema de todos contra todos divididos en dos grupos, uno de 7 equipos y otro de 8 equipos. Los cuatro primeros de cada grupo avanzaron a cuartos de final en partidos de ida y vuelta, para conocer los semifinalistas y posteriormente a los dos finalistas de la tercera versión femenina de la Copa Postobón de Microfútbol Femenina.
En caso de haber empate en puntos dentro de la tabla de posiciones de la fase todos contra todos, se definirá el orden de clasificación teniendo en cuenta los siguientes criterios, en orden de preferencia:
1. Mayor diferencia de goles.
2. Mayor número de goles a favor.
3. Mayor número de goles a favor como visitante.
4. Menor número de goles en su contra como visitante.
5. Por sorteo

## Datos de los clubes
| Equipo                   | Entrenador | Departamento    | Ciudad      | Coliseo                             | Aforo |
| ------------------------ | ---------- | --------------- | ----------- | ----------------------------------- | ----- |
| Águilas Nariñenses       |            | Nariño          | Pasto       | Coliseo Sergio Antonio Ruano        |       |
| Caciques del Quindío FSC |            | Quindío         | Quimbaya    | Coliseo del Sur                     |       |
| Caimanas de Cundinamarca |            | Cundinamarca    | Sibaté      |                                     |       |
| Cali Juniors             |            | Valle del Cauca | Cali        | Coliseo Evangelista Mora            |       |
| Heliconías del Caquetá   |            | Caquetá         | Florencia   | Coliseo Cubierto Juan Viessi        | 2.000 |
| Llaneras de Casanare     |            | Casanare        | Yopal       | Coliseo 20 de Julio                 |       |
| Heroínas de Tunja IRDET  |            | Boyacá          | Tunja       | Coliseo Municipal de Duitama        |       |
| Dimetry SC Memina Bogotá |            | Bogotá          | Bogotá      | Coliseo Cayetano Cañizares          |       |
| Mulatas Caribeñas        |            | Bolívar         | Cartagena   | Coliseo Northon Madrid              | 1.500 |
| Paisas Girardota FS      |            | Antioquia       | Girardota   | Polideportivo Tulio Ospina de Bello | 6.500 |
| P&Z Plus Bogotá          |            | Bogotá          | Bogotá      | Coliseo Cayetano Cañizares          |       |
| Club Pijaos Tolima       |            | Tolima          | Tolima      | Coliseo Enrique Triana Castilla     | 3.000 |
| Real Caldas              |            | Caldas          | Manizales   | Coliseo Menor de Manizales          | 1.700 |
| Real Bumanguesas FSC     |            | Santander       | Bucaramanga | Coliseo Edmundo Luna Santos         |       |

## Todos Contra Todos
En esta fase se dividieron los 14 equipos en dos grupos para enfrentarse en ida y vuelta todos contra todos.